# Udea annectans
Udea annectans là một loài bướm đêm trong họ Crambidae.